# 斯維爾日 (佩列梅什利亞內區)
49°39′0″N 24°26′20″E / 49.65000°N 24.43889°E

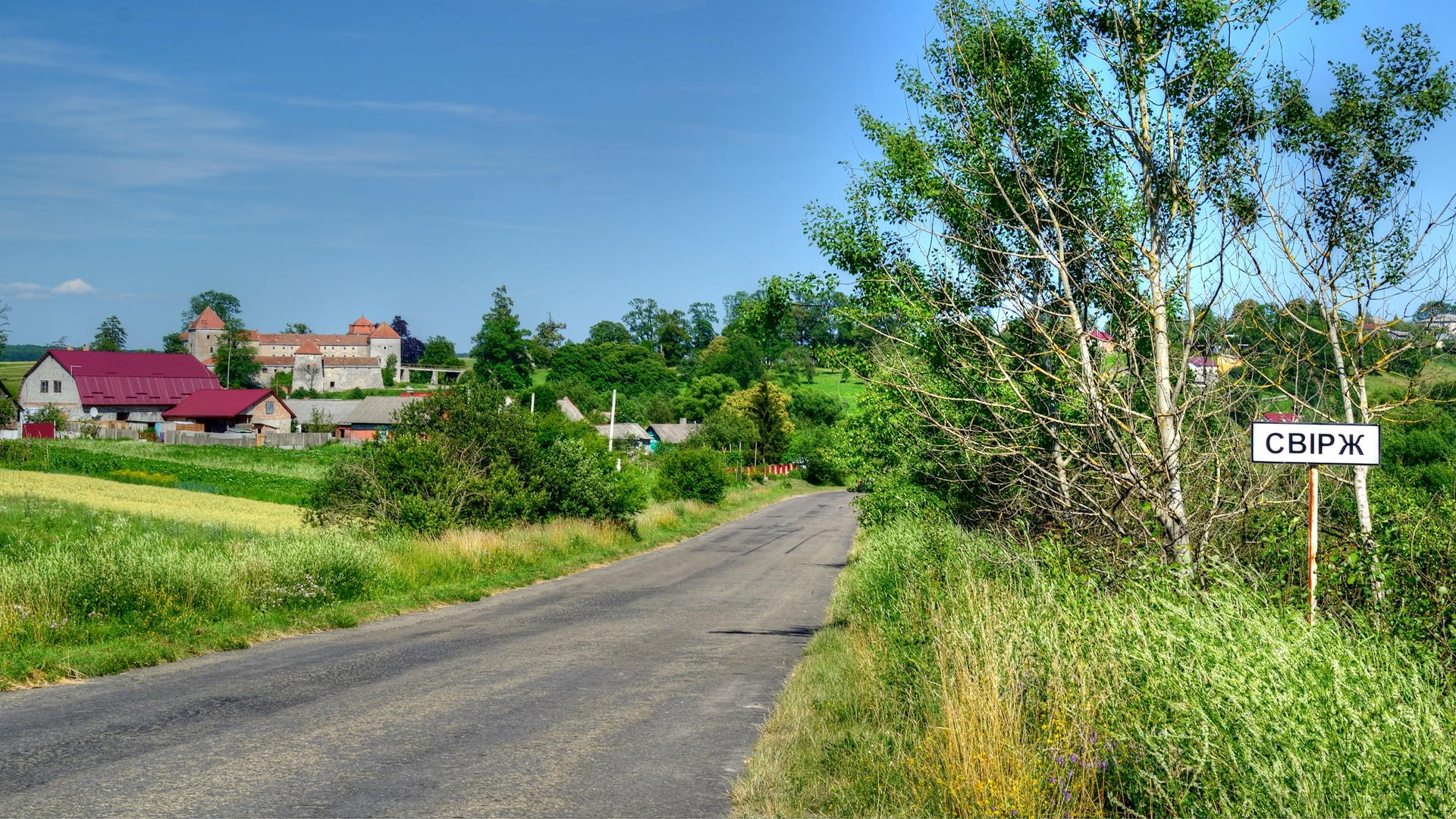

斯維爾日（烏克蘭語：Свірж），是烏克蘭西部的村莊，隸屬利維夫州的利維夫區。該村始建於十四世纪年，面積2.82平方公里，人口800，人口密度每平方公里281.91人。